# حادثه شیماناکا
حادثه شیماناکا (به ژاپنی: 嶋中事件, Shimanaka jiken)، یک حمله تروریستی جناح راست (تروریسم راست‌گرا) بود که در ۱ فوریه ۱۹۶۱ در ژاپن و همچنین مناظره سراسری حاصل از آن در اطراف این حادثه رخ داد. پس از اینکه نویسنده ژاپنی شیچیرو فوکوزاوا داستان کوتاهی را در مجله چوئو کورون منتشر کرد که یک سکانس رؤیایی را نشان می‌داد که سر بریدن امپراتور ژاپن و خانواده اش را با گیوتین نشان می‌داد. یک راست‌گرای ۱۷ ساله به نام کازوتاکا کوموری به خانه هوجی شیماناکا، رئیس مجله چوئو کورون نفوذ کرد و خدمتکار او را به قتل رساند و همسرش را به شدت مجروح کرد.